# Снайдер, Хартланд
Ха́ртланд Свит Сна́йдер (англ. Hartland Sweet Snyder; 1913, Солт-Лейк-Сити — 1962) — американский физик-теоретик, специалист в области физики ускорителей, квантовой физики.

## Биография
Родился в Солт-Лейк-Сити, штат Юта, в 1913 году. До того как увлечься физикой, работал водителем грузовиков. Окончил Университет Юты в 1937 году. Далее обучался в Калифорнийском университете в Беркли, где под руководством Роберта Оппенгеймера занимался теоретической физикой, предсказал образование и существование чёрных дыр.
В 1940 году получил позицию в Северо-Западном университете. Работая там опубликовал работы по квантованию пространства-времени.
В 1947 году перешёл в образованную в этом же году Брукхейвенскую национальную лабораторию (BNL), где принял активное участие в конструировании ускорителей заряженных частиц. Совместно с Эрнестом Курантом и Милтоном Ливингстоном, изучая особенности фокусировки пучка частиц в протонном синхротроне Космотрон, пришёл к открытию принципа сильной фокусировки, сделавшего революцию в конструировании ускорителей. Участвовал в создании первого сильнофокусирующего синхротрона (AGS).
В 1955 году поспорил на 500 долларов с Морисом Гольдхабером, что антипротон существует, и в этом же году рождение антипротонов было зарегистрировано на ускорителе Беватрон.